# Sequence Virus 2004
『Sequence Virus 2004』（シークエンス ヴァイラス 2004）は、2004年8月14日にリリースされた浅倉大介の2ndクラブミックスアルバム。発売元はDarwin Record。

## 概要
2004年3月から5月にかけて行われたクラブイベント「Seq Virus 2004」において演奏された自身のソロ及びプロデュースを手掛けたThe Seekerの楽曲をクラブミックスした音源を収録したアルバム。

## 収録曲
1. Division by Zero error
  - 作曲・編曲：浅倉大介
2. robots
  - 作詞：麻倉真琴　作曲・編曲：浅倉大介
3. Mona Lisa overdrive
  - 作曲・編曲：浅倉大介
4. Angel Algorithm
  - 作詞：麻倉真琴　作曲・編曲：浅倉大介
5. 神曲-La Divina Commedia-
  - 作詞：井上秋緒　作曲・編曲：浅倉大介
6. mercy-snow
  - 作詞：麻倉真琴　作曲・編曲：浅倉大介
7. ride on free
  - 作詞：麻倉真琴　作曲・編曲：浅倉大介
8. Meme crack
  - 作詞：麻倉真琴　作曲・編曲：浅倉大介
9. replicate VIRUS
  - 作曲・編曲：浅倉大介